# Міктофові
Міктофові (Myctophidae) — родина морських риб ряду міктофоподібних. Містить 33 роди і понад 250 видів, є однією з найбільших і найчисленніших родин глибоководних риб. Назва походить від грец. mykter,-eros — ніс, і ophis — змія.
Поширені у Світовому океані майже повсюдно: від Шпіцбергену і північної частини Берингового моря до шельфових льодовиків Антарктиди. При цьому багато їх видів досягають величезної чисельності. Їх загальна біомаса оцінюється в 550—660 млн тонн; міктофові входять до складу т. зв. звукорозсічих пластів («помилкового дна») — щільних концентрацій морських організмів в товщі води, реєстрованих ехолотами.

## Опис
Це невеликі стрункі рибки, довжиною від 2,5 (Diogenichthys atlanticus) до 25 см (деякі види Notoscopelus). Тіло вкрите великою лускою — циклоїдною або, у 4 видів, ктеноїдною з шипиками по задньому краю. Голова велика, її довжина становить від 1/4 до 1/3 довжини тіла. Розмір очей від середнього до дуже великого; деякі протоміктофи (Protomyctophum) відрізняються напівтелескопічною будовою очей (зіниця зміщена вгору). Рот великий, озброєний численними дрібними зубами, нагадує рот звичайного анчоуса. Тільки що піймані риби відливають синім, зеленим або сріблястим; глибоководні види зазвичай темно-коричневі і чорні.

## Біолюмінесценція
Всі міктофові, крім Taaningichthys paurolychnus, володіють особливими органами, які світяться, що випускають синє, зелене або жовтувате світло завдяки хімічним реакціям в клітинах-фотоцитах. За будовою і розташуванням світні органи бувають 4 типів: фотофори і хвостові, навколочні і тулобні залози.
Фотофори майже у всіх видів розташовані групами нижче бічної лінії. Кожен фотофор поміщений в чашкоподібну западину м'язів і має самостійне кровопостачання і іннервацію. За будовою він нагадує звичайний ліхтарик. Знизу фотофор постелений шаром чорного пігменту, на якому лежить блискучий шар, що відбиває, а вище — залозисті клітини, що випускають світло. Зовні фотофор покритий лусочкою, зміненої у вигляді лінзи. Під лінзою перебуває півмісяцева шторка — септ, за допомогою якої риба, очевидно, може довільно змінювати силу і напрям світла. Число і розташування фотофорів специфічне для кожного виду. Крім «основних» фотофорів, у деяких видів є й більш дрібні «вторинні» фотофори на лусочках.
Хвостові залози, що світяться у деяких видів — складні органи, структурою схожі на фотофори і грають роль вторинних статевих ознак: у самців вони влаштовані складніше і розташовані на верхній стороні хвостового стебла, у самок — простіші і розташовані на нижній стороні тіла, між анальним і хвостовим плавцями. В інших видів (Lampanyctus) хвостові залози являють собою просто білі або жовтуваті лускоподібні пластинки. Припускають, що світіння хвостових залоз допомагає рибі відлякувати і відволікати увагу хижаків.
Навколоочні залози особливо характерні для Diaphus. Величина їх варіює від маленьких округлих залозок до величезних, які займають всю передню область голови. Залози тулобні являють собою прості ділянки світної тканини і, на відміну від фотофоров, легко втрачаються. Знаходяться вони найчастіше в основі плавців.
Фотофори потрібні міктофовим для внутрішньовидової комунікації і маскування — вони створюють протитіневий ефект. Характерно, що розмір фотофорів (і очей) у міктофових пропорційний глибині їх проживання — чим глибше тримається вид, тим дрібніше у нього фотофори і очі. На відміну від інших залоз, які світяться спалахами, основні фотофори дають стійке неяскраве сяйво.

## Спосіб життя
Міктофові населяють в основному верхні 1000—1200 м товщі вод Світового океану, глибше поступаючись місцем циклотонам (Cyclothone). Їх їжу становлять планктонні ракоподібні, рідше личинки і мальки інших риб. Масові види міктофових, в свою чергу, служать важливими кормовими об'єктами для більш великих риб (лососевих, морських окунів, тунців, марлінів та ін), а також для кальмарів, пінгвінів, дельфінів, морських котиків і китів. Так, один з видів нотоскопелів (Notoscopelus) складає в їжі котиків на місцях їх зимівлі у водах Японії близько 60 % раціону.
Більшість міктофових здійснюють добові вертикальні міграції, ночами піднімаючись до поверхні води, на глибину 10-100 м, слідом за мігруючим зоопланктоном. І, якщо на глибині вони тримаються розрізнено, то в нічні години утворюють настільки щільні скупчення, що, незважаючи на невеликі розміри цих риб, їх улови становлять 4-5 тонн за годину тралення. Вони володіють позитивною реакцією на світло і легко залучаються його штучними джерелами.

## Розмноження
Розмноження відбувається протягом цілого року, досягаючи піку взимку і на початку весни. Їх плодючість невисока, від 100 до 2000 ікринок діаметром 0,7-0,9 мм. Плавучі ікринки і дрібні личинки тримаються біля поверхні моря і входять до складу поверхневого планктону. У міру зростання молодь опускається у все більш глибокі шари води і поступово переходить до способу життя дорослих риб.
Тривалість життя міктофових невелика. Великі види, наприклад Benthosema glaciale, можуть дожити до 8 років, дозріваючи на 2-3 році життя. Більш дрібні види (Notolychnus, Diogenichthys, Centrobranchus) живуть до 3 років і менше.

## Поширення
Міктофові являють собою одну з найбільш широко поширених груп глибоководних пелагічних риб. Найбільшої розмаїтості вони, однак, досягають у субтропічних і тропічних водах. Переважна більшість видів зустрічається між 40-ми паралелями північної та південної півкуль. Однак у Північній Атлантиці з її теплим Північно-Атлантичним плином багато тепловодні види проникають майже до 60 пн. ш. Взагалі поширення міктофових (як і інших дрібних глибоководних пелагічних риб) пов'язане з водами певних структур. Так, в Атлантичному океані поширення декількох видів чітко обмежене водами північного центрального круговороту, утвореного Гольфстрімом, Канарською, Північною Пасатною і Антильскою течіями. Та ж картина спостерігається і в північній частині Тихого океану, де цілий ряд видів живе в круговороті, утвореному Куросіо і Північною Пасатною течією. У середніх і високих широтах, де основні течії мають широтний напрямок, ареали міктофових також витягнуті в широтному напрямку, і їх поширення має яскраво виражений зональний характер. Межі ареалу деяких видів виявляються настільки чіткими, що по них можуть бути позначені біогеографічні зони. Наприклад, антарктичну зону населяє електрона антарктична (Electrona antarctica), а наступну на північ нотальную зону — близький вид Electrona subaspera.

## Комерційний промисел
У деяких районах Світового океану, наприклад в зоні субтропічної конвергенції в Південній Атлантиці, деякі види такі численні, що їх щільні скупчення можуть розглядатися як промислові. Зараз ведеться організований лов лише одного виду — Lampanyctodes hectoris біля узбережжя Південно-Західної Африки. Його щорічні вилови досягають 42 тис. тонн.